# Luigi Tomasini
Luigi Tomasini (Pesaro, 22 giugno 1741 – Eisenstadt, 25 aprile 1808) è stato un violinista e compositore italiano, che ha trascorso la maggior parte della sua lunga carriera in Austria, come musicista di corte della famiglia Esterházy.

## Biografia
Luigi Tomasini ricevette probabilmente la prima educazione musicale a Pesaro; all'età di 16 anni fu scoperto dal principe Paolo II Antonio Esterházy, durante un viaggio in Italia: assunto come domestico, entrò a far parte dell'orchestra di corte degli Esterházy a Eisenstadt (1757). Il talento mostrato dal giovane musicista spinse il principe a mandarlo a Venezia nel 1759, perché perfezionasse la tecnica violinistica. Ritornato ad Eisenstadt  attorno al 1761, anno in cui Haydn divenne maestro di cappella presso gli Esterházy, divenne Konzertmeister (primo violino) nell'orchestra di corte Esterházy. Diverrà egli stesso maestro di cappella nel 1766, succedendo ad Haydn, quando quest'ultimo prese il posto di Gregor Werner nella direzione dell'orchestra di corte.
Tomasini ebbe due mogli: dalla prima, Josepha Vogl, ebbe dodici figli; un altro figlio lo ebbe dalla seconda moglie, Barbara Feichtinger. Josepha Vogl morì nel 1793; il matrimonio con la ventiquattrenne Barbara Feichtinger avvenne nel 1799. Sono ricordati due suoi figli:
- Antonio (1775-1824) che, come il padre, fu  violinista nell'orchestra della famiglia Esterházy[6]
- Luigi (1779–1858), allievo di Haydn, fu anch'egli membro dell'orchestra degli Esterházy dal 1796; venne licenziato per aver sposato senza il permesso del principe la cantante Sophie Groll; venne però riassunto per intercessione di Haydn[6] (che ne era stato il padrino di battesimo[7]).
- Giuseppe ed Elisabetta : divennero entrambi cantanti e lavorarono per gli Esterházy.

Tomasini fu soprattutto un violinista. Si ritiene che Haydn abbia scritto per Tomasini i suoi tre concerti per violino, le sinfonie concertanti per violino (in particolare la Sinfonia concertante in si bemolle numero 105) e le parti per violino dei quartetti. Fra le sue composizioni si ricordano:
- Diverse sinfonie
- Una serie di concerti per violino
- Diverse Sonate per Violino e
- Concerti per due violini
- Circa 30 quartetti d'archi , tra cui i tre noti quartetti d'archi Op. 8 (1808)
- 24 Trii per viola da bordone, lo strumento preferito del principe Nicola

La stima degli Esterházy per Tomasini fu sempre molto alta: Tomasini era il musicista più pagato , era uno dei pochissimi orchestrali che avesse facoltà di farsi accompagnare a corte dalla moglie, venne ricordato nel testamento di Nicola I Esterházy (1790) con una pensione vitalizia di 400 Gulden ed ebbe il privilegio di essere seppellito nella cripta dei Cappuccini di Eisenstadt, dove erano seppelliti gli Esterházy e dove sarà poi seppellito Haydn.